# Bank von Roll
Die Bank von Roll AG mit Sitz in Zürich ist eine auf die Vermögensverwaltung und Anlageberatung für Privat- und institutionelle Kunden spezialisierte Schweizer Privatbank.
Das Unternehmen wurde im Dezember 2007 unter dem Namen «Von Roll Finanz AG» als hundertprozentige Tochtergesellschaft des Industriekonzerns Von Roll gegründet. Die Gesellschaft bezweckte anfänglich primär die Finanzierung der Konzerngesellschaften der Von Roll Holding AG. Diese Tätigkeit wurde jedoch nie aufgenommen. Dieser Aktienmantel wurde danach benutzt, um die «Bank von Roll AG» zu gründen.
Im Zuge der Mehrheitsübernahme durch die Familie von Finck und der anschliessenden Umstrukturierung des Industriekonzerns wurde die Finanzgesellschaft nach Erhalt der Bankbewilligung durch die Eidgenössische Bankenkommission im Januar 2009 in eine Bank umgewandelt. Mit der gleichzeitig erfolgten Kapitalerhöhung wurde die Bank von Roll AG aus dem Industriekonzern herausgelöst. Seither befindet sich das Bankinstitut mehrheitlich im Besitz von August François von Finck, welcher im Verwaltungsrat als dessen Vizepräsident vertreten ist.